# Thorectes sardous
Thorectes sardous là một loài bọ cánh cứng trong họ Geotrupidae. Loài này được miêu tả khoa học năm 1847 bởi Erichson.